# Czekalino (rejon syzrański)
Czekalino (ros. Чекалино) – wieś (sieło) w Rosji, w obwodzie samarskim, w rejonie syzrańskim. W 2010 liczyła 537 mieszkańców.